# MLIS
MLIS (Abkürzung für englisch molecular laser isotope separation, dt. Molekularlaser-Isotopentrennung) ist ein Verfahren zur Isotopentrennung mit Lasern, bei dem die Isotope in molekularer Form vorliegen und durch Laserstrahlung höchster Frequenzstabilität und Schmalbandigkeit selektiv dissoziiert werden. Bei der Nutzung der Kernenergie aus Uran dient das Verfahren zur Anreicherung des durch thermische Neutronen spaltbaren Isotops 235U.
Eine andere Art der Laseranreicherung ist das atomare Verfahren AVLIS. Beide Verfahren haben keine großtechnische Bedeutung erlangt.

## Beschreibung
Zur Uran-Anreicherung mit Hilfe des molekularen Laserverfahrens geht man von der gasförmigen Verbindung Uranhexafluorid (UF6) aus. Ebenso wie beim atomaren Verfahren nutzt man die Isotopieverschiebung, das heißt den Umstand, dass auch im Termschema der Molekülschwingungen sich die Energieniveaus der verschiedenen Isotope geringfügig unterscheiden. Durch Bestrahlung mit Laserstrahlung im mittleren Infrarot kann man erreichen, dass bestimmte Molekülschwingungsniveaus selektiv angeregt werden und dadurch nur die Moleküle dieses Isotops dissoziiert, d. h. in zwei Bruchstücke aufgetrennt werden.
Die selektive Anregung wäre relativ unkritisch, wenn sich die UF6-Moleküle alle im jeweiligen Grundzustand befänden. Jedoch ist dieser Grundzustand bei Raumtemperatur auf Grund der Boltzmannverteilung nur zu etwa 1 % besetzt. Das beobachtete Absorptionsspektrum entspricht demzufolge einer Mischung von Übergängen zwischen verschiedenen angeregten Schwingungs- und Rotationsniveaus, wobei sich die Linien der verschiedenen Isotope überlagern. Die Breite der Absorptionsbande ist daher wesentlich größer als die Isotopieverschiebung, was die Selektivität erheblich reduziert. Man muss daher zu tieferen Temperaturen übergehen. Bei 55 K (ca. minus 220 °C) erreicht die Besetzung des Grundzustands einen Wert von etwa 90 %.
Bestrahlungstechnisch geht man in zwei Stufen vor. Das UF6-Gas wird mit einem Infrarotlaser (zum Beispiel ein frequenzstabilisierter Kohlendioxidlaser) zunächst selektiv angeregt und dann mit einem Ultraviolett-Laser in UF5 und Fluor dissoziiert.